# Csernus Mihály
Csernus Mihály (Csernyus, Csanádapáca, 1888. szeptember 20. – Székesfehérvár, 1973. október 13.) római katolikus pap, nemzetgyűlési képviselő.

## Élete
Apja Csernus Gáspár hentes, kocsmáros, anyja Varga Katalin, hat gyermek közül volt az első. Az elemi iskolát Csanádapácán végezte, a gimnáziumot Orosházán, Békésen, Békéscsabán és Nagyváradon. Teológiai tanulmányait Nagyváradon végezte, 1911. június 29-én szentelték pappá. Első miséjét szülőhelyén mutatta be. Ezután káplán Szilágysomlyón, Orosházán, Békéscsabán, majd Gyulán, ahol Apor Vilmos, későbbi vértanú győri püspök káplántársa volt. Egy ideig a fronton tevékenykedett tábori papként. 1916-tól Debrecenben volt, ahol megszervezte és irányította a Zita árvaházat, ahol 30 hősi halott árváiról gondoskodott. A Tanácsköztársaság idején halálra ítélték, azonban munkások segítségével kiszabadult. 1920-ban a battonyai kerületben nemzetgyűlési képviselőnek választották a KNEP programjával. 1922-ben  kikerült a Házból, helyére Urbán Pétert, Horthy Miklós kormányzó sógorát választották meg. 1923-tól endrődi plébános. 1924-ben címzetes gerlai apátnak nevezték ki. 1935-ben megvádolták, hogy köze volt az endrődi sortűz néven ismert eseményekhez. 1939-ben Imrédy Béla miniszterelnök kormányfőtanácsosnak nevezte ki. 1944 szeptemberében Budapestre menekült a szovjet csapatok elől, ezután már nem térhetett vissza Endrődre. 1946-tól derecskei plébános. Az 1950-es években egyik szemét elvesztette, majd agyvérzés érte. 1972-ben a székesfehérvári papi szeretetotthonba került, ahol nem sokkal később agyvérzésben meghalt. Sírja Csanádapácán található.

## Munkássága
Apáczai István néven egyházi és világi énekeket, zenéket szerzett, melyek közül a legismertebbek:
- „Könnyes szemekkel vándoroltam, Tehozzád, örök Irgalom”
- „Mikor eszembe jutsz, mintha tavasz volna…”
- „Rózsabokor alján felcsendül a nóta…”

Megzenésítette a Magyar Hiszekegyet is.